# 俺たちのロックンロール
『俺たちのロックンロール』（おれたちの - ）は、斉藤和義通算11枚目のスタジオ・アルバム。2006年6月21日発売。発売元はSPEEDSTAR RECORDS。規格品番：VICL-61969（DVD付初回盤はVIZL-192）。2008年9月17日にSHM-CDにて限定発売された。規格品番：VICL-63032。

## 解説
2枚同時発売された限定ベスト『白盤』『黒盤』をはさみ、2年2ヶ月振りに発売されたオリジナル・アルバム。
「真夜中のプール」（2004/08/25発売） 、「約束の十二月」（2004/11/17発売）、「FLY 〜愛の続きはボンジュール！〜」（2005/10/19発売）とカップリング曲「ため息の理由」、先行盤「ハミングバード」とシングル関連曲が多く含まれている。なお、この間にスキージャム勝山で限定発売されたシングル盤「世界を白くぬれ！」（2005/01/29発売、同スキー場のCMソング）は本アルバムには収録されず、後にベスト・アルバム『歌うたい15 SINGLES BEST 1993〜2007』（2008/8/6発売、VICL-63018/20）に収められた。 
初回生産盤のみ、竹中直人監督による「ハミングバード」のミュージック・ビデオと、レコーディングのメイキング映像が収録されたDVD付。
「ため息の理由」は、Web動画ショート・シネマ『min.jam「ため息の理由」』のテーマ・ソングとなった。斉藤自身も本人役で出演しており、2005年10月19日にDVD化された。 
2008年9月17日に、特殊なCDプレーヤーでなくても高音質再生が可能とされるスーパー・ハイ・マテリアルCDで発売された。初回生産限定のデジパック仕様で、同日発売のCD-BOX『斉藤和義15周年アニバーサリーBOX』（VIZL-302）にも収められている。尚、DVDは未封入。

## 収録曲
| 全作詞・作曲・編曲: 斉藤和義（※特記以外）。 |                                                               |                       |                       |      |
| #                                           | タイトル                                                      | 作詞                  | 作曲・編曲            | 時間 |
| 1.                                          | 「真っ赤な海」                                                | 斉藤和義（※特記以外） | 斉藤和義（※特記以外） | 5:16 |
| 2.                                          | 「ハミングバード」                                            | 斉藤和義（※特記以外） | 斉藤和義（※特記以外） | 5:08 |
| 3.                                          | 「春の夢」                                                    | 斉藤和義（※特記以外） | 斉藤和義（※特記以外） | 2:53 |
| 4.                                          | 「SUNDAY」                                                    | 斉藤和義（※特記以外） | 斉藤和義（※特記以外） | 3:28 |
| 5.                                          | 「モルダウの流れ」(作詞: 平井多美子 / 作曲: Bedrich Smetana)  | 斉藤和義（※特記以外） | 斉藤和義（※特記以外） | 4:18 |
| 6.                                          | 「黒いきつねとピンクのたぬき」(※編曲: 隅倉弘至・森信之)       | 斉藤和義（※特記以外） | 斉藤和義（※特記以外） | 2:25 |
| 7.                                          | 「FLY〜愛の続きはボンジュール!〜」(Album Mix)                 | 斉藤和義（※特記以外） | 斉藤和義（※特記以外） | 4:37 |
| 8.                                          | 「真夜中のプール」(ストリングス & ホーン・アレンジ: 村山達哉) | 斉藤和義（※特記以外） | 斉藤和義（※特記以外） | 4:36 |
| 9.                                          | 「ため息の理由」                                              | 斉藤和義（※特記以外） | 斉藤和義（※特記以外） | 3:58 |
| 10.                                         | 「約束の十二月」(Album Version)                               | 斉藤和義（※特記以外） | 斉藤和義（※特記以外） | 7:09 |
| 11.                                         | 「俺たちのロックンロール」                                    | 斉藤和義（※特記以外） | 斉藤和義（※特記以外） | 5:15 |
| 12.                                         | 「グッドモーニング サニーデイ」                               | 斉藤和義（※特記以外） | 斉藤和義（※特記以外） | 5:15 |
| 合計時間:                                   | 合計時間:                                                     | 54:18                 |                       |      |

| #  | タイトル                                | 作詞 | 作曲・編曲 |
| -- | --------------------------------------- | ---- | ---------- |
| 1. | 「ハミングバード」(MUSIC VIDEO)         |      |            |
| 2. | 「Making of『俺たちのロックンロール』」 |      |            |

## 関連作品
- ハミングバード
歌うたい15 SINGLES BEST 1993〜2007 - スタジオ音源
斉藤“弾き語り”和義 ライブツアー2009≫2010 十二月 in 大阪城ホール 〜月が昇れば 弾き語る〜 - ライヴ音源
- FLY～愛の続きはボンジュール！
歌うたい15 SINGLES BEST 1993〜2007 - スタジオ音源（Single Mix）
- 真夜中のプール
弾き語り 十二月 in武道館 〜青春ブルース完結編〜 - ライヴ音源
歌うたい15 SINGLES BEST 1993〜2007 - スタジオ音源
- ため息の理由
Collection "B" 1993〜2007 - スタジオ音源
- 約束の十二月
歌うたい15 SINGLES BEST 1993〜2007 - スタジオ音源（Single Version）